# 2月29日
2月29日（にがつにじゅうくにち）は、太陽暦であるグレゴリオ暦の閏日。年始から60日目に当たり、年末まであと306日である。

## できごと

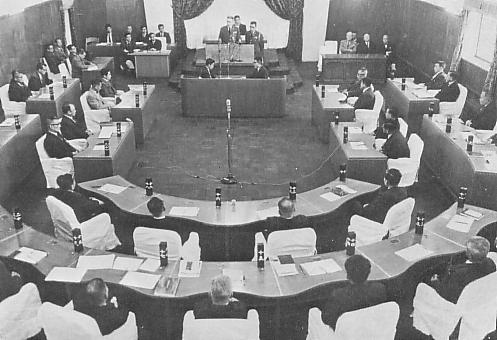
琉球政府の設立を公布（1952年）。写真は1953年4月の琉球政府立法院

- 1720年 - スウェーデン女王ウルリカ・エレオノーラが、王権を著しく制限した憲法の制定に反対して自ら退位。議会の決定により夫のフレドリク1世が即位。
- 1896年 - 辰野金吾設計による日本銀行本店が竣工。
- 1932年 - 日中問題の調査のため、国際連盟のリットン調査団が来日。
- 1936年 - 二・二六事件の反乱部隊に原隊復帰勧告（「兵に告ぐ」）が出され、事件が収束。
- 1940年 - 冬戦争: フィンランドがソビエト連邦との和平交渉を再開。
- 1940年 - アメリカの女優ハティ・マクダニエルがアフリカ系アメリカ人で初めてアカデミー賞（助演女優賞）を受賞。
- 1940年 - 第二次大本事件: 不敬罪・治安維持法違反で検挙された大本教主・出口王仁三郎に対し、第1審で無期懲役の判決。
- 1944年 - 高級劇場閉鎖令、個人演奏会禁止令の発布。歌舞伎座、東劇、京都南座などが対象となった。
- 1952年 - 沖縄の琉球列島米国民政府が琉球政府の設立を公布。
- 1960年 - モロッコで地震。3000人以上が死亡。
- 1968年 - 『ビッグコミック』創刊。
- 1972年 - 八丈島でM7.2の地震。
- 1972年 - 福井県の国鉄三国線、兵庫県の国鉄篠山線が最終営業。翌3月1日廃止。
- 1976年 - 宇宙開発事業団が電離層観測衛星「うめ」を打上げ。日本初の実用衛星[1]。
- 1980年 - ソウルの春: 韓国で、金大中が公民権を回復。
- 1980年 - 壱岐イルカ事件: 長崎県壱岐島で活動家デクスター・ケイトが、駆除のために囲われていたイルカ約300頭を網を切って逃がし逮捕。法廷で動物の権利を基に抗弁したが威力業務妨害で有罪。
- 1992年 - 茨城カントリークラブ事件で、開発会社の社長を脱税容疑で逮捕。
- 1992年 - 東京都世田谷区の二子玉川園跡地に、テーマパーク「ナムコ・ワンダーエッグ」開園。2000年12月31日まで9年間営業した。
- 2000年 - 2000年問題（閏日問題）により、郵便貯金ATMが停止するなど社会的に混乱が見られる。
- 2004年 - ハイチで、反乱激化によりジャン＝ベルトラン・アリスティド大統領が国外へ脱出。
- 2004年 - 日本テレビが東京都千代田区二番町の麹町社屋から同港区汐留の汐留新社屋・日本テレビタワーへ移転し、本放送開始。
- 2012年 - 東京スカイツリーが完成[2]。
- 2020年 - ドーハ合意: 第1次トランプ政権とアフガニスタンの反政府勢力タリバンがカタールの首都ドーハで、和平合意に署名。米軍は21年春にアフガンから完全撤収し、タリバンは国際テロ組織の活動拠点としてアフガニスタンを利用させないとした[3]。

## 誕生日

### 人物
2月29日生まれの人の平年における誕生日の扱いについては閏日#平年における誕生日を参照。

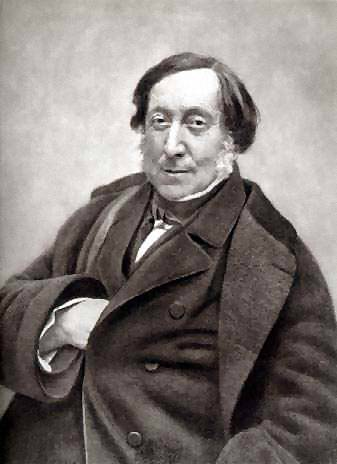
作曲家ジョアキーノ・ロッシーニ(1792-1868)

- 1468年 - パウルス3世、第220代ローマ教皇（+ 1549年）
- 1528年 - アルブヒレト5世、バイエルン公（+ 1579年）
- 1660年（万治3年1月19日） - 松平定直、第4代松山藩主（+ 1720年）
- 1748年（延享5年2月2日） - 菅茶山、儒学者、漢詩人（+ 1827年）
- 1792年 - ジョアキーノ・ロッシーニ、作曲家（+ 1868年）
- 1820年 - ルイス・スウィフト、天文学者（+ 1913年）
- 1828年（文政11年1月15日） - 島田魁、新選組隊士（+ 1900年）
- 1840年 - ジョン・フィリップ・ホランド、潜水艦技術者（+ 1914年）
- 1860年 - ハーマン・ホレリス、発明家（+ 1929年）
- 1872年 - 千葉宮次郎、政治家、実業家（+ 1933年）
- 1880年 - 建畠大夢、彫刻家（+ 1942年）
- 1884年 - マルセル・グラネ、東洋学者（+ 1940年）
- 1892年 - 岸本水府、川柳作家（+ 1965年）
- 1896年 - モラルジ・デサイ、政治家、第4代インド首相（+ 1995年）
- 1896年 - ウラディーミル・フォーゲル、作曲家（+ 1984年）
- 1896年 - ウィリアム・A・ウェルマン、映画監督（+ 1975年）
- 1904年 - 新海幸藏、大相撲力士、年寄9代荒磯（+ 1976年）
- 1908年 - バルテュス、画家 （+ 2001年）
- 1908年 - マキノ雅弘、映画監督（+ 1993年）
- 1912年 - 大野耐一、トヨタ自動車元副社長（+ 1990年）
- 1916年 - ダイナ・ショア、歌手（+ 1994年）
- 1916年 - ジェームス・ドノバン、弁護士（* 1970年）
- 1920年 - ミシェル・モルガン、女優（+ 2016年）
- 1920年 - 竹山広、歌人（+2010年）
- 1924年 - 松村潤、歴史学者、日本大学名誉教授（+ 2021年）
- 1924年 - アル・ローゼン、プロ野球選手（+ 2015年）
- 1924年 - 小林政子、政治家（+ 2008年）
- 1924年 - ウラジーミル・クリュチコフ、政治家（+ 2007年）
- 1924年 - デイヴィッド・ビーティー、ニュージーランド総督（* 2001年）
- 1928年 - ジョス・アクランド、俳優（+ 2023年）
- 1928年 - テンペスト・ストーム、バーレスクパフォーマー（* 2021年）
- 1928年 - 兼高かおる、ジャーナリスト（+ 2019年）
- 1928年 - シーモア・パパート、数学者（+ 2016年）
- 1932年 - レリ・グリスト、ソプラノ歌手
- 1932年 - ジーン・ゴラブ、数学者（+ 2007年）
- 1936年 - ジャック・ルーズマ、宇宙飛行士
- 1936年 - アンリ・リシャール、アイスホッケー選手（+ 2020年）
- 1936年 - アレックス・ロッコ、俳優（+ 2015年）
- 1940年 - ヴァルソロメオス1世、コンスタンディヌーポリ全地総主教
- 1940年 - 原田芳雄[注釈 2]、俳優（+ 2011年）
- 1944年 - 丹野清志、写真家
- 1944年 - デニス・ファリーナ、俳優（+ 2013年）
- 1948年 - 赤川次郎、推理作家
- 1948年 - 中野正志、政治家
- 1948年 - ケン・フォリー、俳優
- 1948年 - パトリシア・A・マキリップ、作家（+ 2022年）
- 1952年 - 男鹿和雄、アニメーション美術監督
- 1952年 - 峰竜太[注釈 3]、タレント、俳優
- 1952年 - 佐久間正英[注釈 3]、ミュージシャン、音楽プロデューサー（+ 2014年）
- 1952年 - ティム・パワーズ、作家
- 1952年 - ライサ・スメタニナ、クロスカントリースキー選手
- 1956年 - 吾妻光良、ギタリスト、歌手
- 1956年 - 伊地知温子、エレクトーン奏者
- 1956年 - 辻畑鉄也、ミュージシャン
- 1956年 - アイリーン・ウォーノス、連続殺人犯（+ 2002年）
- 1960年 - 平松広和、声優
- 1960年 - ハレド、ライ歌手
- 1960年 - トニー・ロビンズ、自己啓発書作家
- 1960年 - リチャード・ラミレス、連続殺人犯（+ 2013年）
- 1964年 - 羽仁未央、メディアプロデューサー（+ 2014年）
- 1968年 - 飯島直子、女優
- 1968年 - 三代純歌、演歌歌手
- 1968年 - 日下千帆、フリーアナウンサー
- 1968年 - チャッキー・ブラウン、バスケットボール選手
- 1972年 - 小谷元彦、彫刻家
- 1972年 - 内田朱美、アナウンサー
- 1972年 - 甘耀明、小説家
- 1972年 - ペドロ・サンチェス、政治家、スペイン首相
- 1976年 - 福岡竜馬、元アナウンサー
- 1976年 - 田島裕也、声優
- 1976年 - 和田春、作曲家、編曲家、音楽プロデューサー
- 1976年 - ジョゼ・レジナウド・ビタウ、元サッカー選手
- 1976年 - ジャ・ルール、ラッパー
- 1976年 - テレンス・ロング、野球選手
- 1980年 - 辻村深月、小説家
- 1980年 - 澤山薫、女優
- 1980年 - 海徳桃代[4]、タレント、女優
- 1980年 - 井川絵美、タレント
- 1980年 - 松本江里子、タレント
- 1980年 - 柳井久代、声優、ナレーター
- 1980年 - 大崎なる美、元AV女優
- 1980年 - イ・ファソン、モデル
- 1980年 - ルベン・プラサ、自転車競技選手
- 1980年 - クリスティン・フレイザー、フィギュアスケート選手
- 1984年 - 今井りか、モデル
- 1984年 - 吉岡聖恵、ミュージシャン（いきものがかり）
- 1984年 - 石井一彰、俳優
- 1984年 - もりももこ、女優
- 1984年 - ダレン・アンブローズ、元サッカー選手
- 1984年 - カレン・ジョーンズ、競泳選手
- 1984年 - レナ・レイン、作曲家、プロデューサー
- 1988年 - 鈴木達矢、元サッカー選手
- 1988年 - ベネディクト・ヘーヴェデス、元サッカー選手
- 1992年 - 笠原織人、俳優
- 1992年 - 小林珠莉、タレント、元子役、モデル
- 1992年 - 柗井綾乃、アナウンサー
- 1992年 - 服部千春[5]、気象予報士
- 1992年 - 立花あんな[6]、元アイドル（元アリス十番）
- 1992年 - サフィル・タイデル、サッカー選手
- 1992年 - ジェシー・T・アッシャー、俳優
- 1992年 - ステファン・クライトン、野球選手
- 1992年 - ジェシカ・ロング、パラ水泳選手
- 1996年 - 冨岡聖平、プロ野球選手
- 1996年 - 高橋壮也、元サッカー選手
- 1996年 - 玉城仁菜、声優
- 1996年 - リース・プレスコード、陸上競技選手
- 2000年 - 小川涼、女優、モデル
- 2000年 - 堀井梨穂、アイドル（ひめキュンフルーツ缶）
- 2000年 - フェラン・トーレス、サッカー選手
- 2000年 - イェスパー・リンドストロム、サッカー選手
- 2000年 - タイリース・ハリバートン、バスケットボール選手
- 2000年 - メロディー・雛・マークス、AV女優
- 2004年 - 孕石海琉[7]、タレント
- 2004年 - 鴨打瑛二、プロ野球選手
- 2004年 - リディア・ジャコビー、競泳選手
- 2008年 - 松本麗世、モデル
- 生年非公開 - 知念明希保、声優
- 生年非公開 - ハコス・ベールズ、バーチャルYouTuber
- 生年不詳 - 佐々木みすず、漫画家

### 人物以外（動物など）
- 1964年 - アサデンコウ、競走馬（+ 1988年）
- 1976年 - ホースメンテスコ、競走馬（+ 1998年）
- 2004年 - ドングラシアス、競走馬（+ 2013年）
- 2016年 - シャドウディーヴァ、競走馬

## 忌日

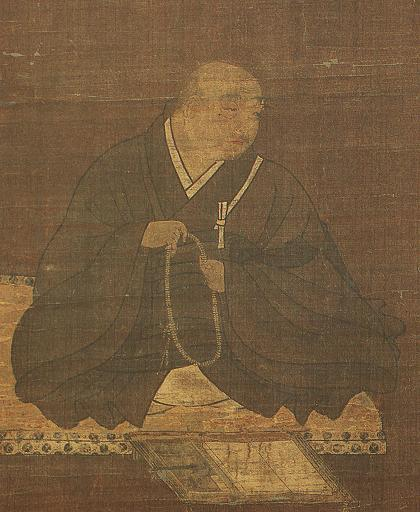
浄土宗開祖、法然(1133-1212)入寂。

- 468年 - パウルス3世、第220代ローマ教皇（* 生年不詳）
- 1004年（長保6年2月7日） - 藤原綏子、三条天皇の後宮（* 974年）
- 1212年（建暦2年1月25日） - 法然、浄土宗開祖（* 1133年）
- 1528年 - パトリック・ハミルトン、スコットランドの宗教改革指導者（* 1504年）
- 1592年 - アレッサンドロ・ストリッジョ、作曲家（* 1540年）
- 1712年 - ヨハン・コンラート・パイヤー（英語版）、解剖学者（* 1653年）
- 1744年 - ジョン・デサグリエ、科学者（* 1683年）
- 1792年 - ヨハン・アンドレアス・シュタイン、楽器製作者（* 1728年）
- 1848年 - ルイ＝フランソワ・ルジューヌ、軍人、画家（* 1775年）
- 1852年（嘉永5年2月10日） - 松平容敬、第8代会津藩主（* 1806年）
- 1868年 - ルートヴィヒ1世、バイエルン王（* 1786年）
- 1876年 - ジョゼフ・ヴァン・レリウス、画家（* 1823年）
- 1880年 - ジェームズ・ミルン・ウィルソン（英語版）、政治家（* 1812年）
- 1904年 - アンリ・J・ペロタン、天文学者（* 1845年）
- 1908年 - パット・ギャレット、ガンマン（* 1850年）
- 1908年 - ジョン・ホープ、政治家（* 1860年）
- 1928年 - アイナ・クールブリス（英語版）、詩人、作家、司書（* 1841年）
- 1928年 - 後藤勇吉、飛行機操縦士（* 1896年）
- 1932年 - ラモン・カザス、画家（* 1866年）
- 1932年 - ジュゼッペ・ヴィタリ、数学者、ヴィタリ集合・ヴィタリの被覆定理考案者（* 1875年）
- 1940年 - 頼母木桂吉、逓信大臣、東京市長（* 1867年）
- 1944年 - フェリックス・フェネオン（フランス語版）、美術評論家、ジャーナリスト、美術品・雑誌ディレクター（* 1861年）
- 1944年 - ペール・スヴィンヒュー、政治家、フィンランド大統領（* 1861年）
- 1952年 - 山口喜一郎[8]、教育者（* 1872年）
- 1956年 - エルピディオ・キリノ、政治家、第6代フィリピン大統領（* 1890年）
- 1964年 - フランク・アルバートソン（英語版）、俳優（* 1909年）
- 1968年 - 西田天香、宗教家（* 1872年）
- 1968年 - ヒューゴー・ベニオフ、地震学者（* 1899年）
- 1972年 - 藤音得忍、第30代浄土真宗本願寺派総長、教尊寺11代住職（* 1894年）
- 1980年 - ジル・エルブグレン、画家（* 1914年）
- 1980年 - イーガル・アロン、政治家、軍人（* 1918年）
- 1988年 - コーレ・ヴァルベルグ、スキージャンプ選手（* 1912年）
- 1992年 - カリンティ・フェレンツ、作家、ジャーナリスト、翻訳家（* 1921年）
- 2000年 - 松本英彦、サックス奏者（* 1926年）
- 2000年 - 浅野輔、ニュースキャスター、翻訳家（* 1936年）
- 2004年 - ハリー・ウィノカー（英語版）、実業家、ミスタードーナツ創業者（* 1910年）
- 2004年 - 鏡里喜代治、大相撲第42代横綱（* 1923年）
- 2004年 - 斎藤美津子、コミュニケーション学者、同時通訳者、国際基督教大学名誉教授（* 1925年）
- 2004年 - 渡辺範彦、ギタリスト（* 1947年）
- 2008年 - 西元文平、実業家、元日立建機株式会社社長（* 1917年）
- 2008年 - ヴィタリー・フェドルチュク、第5代ソ連国家保安委員会議長（* 1918年）
- 2008年 - 山田晶、哲学者、京都大学名誉教授（* 1922年）
- 2008年 - 高橋達也、サックス奏者（* 1931年）
- 2012年 - 楢崎弥之助、政治家（* 1920年）
- 2012年 - 岩崎福三、実業家、元岩崎産業社長（* 1925年）
- 2012年 - デイビー・ジョーンズ、歌手、俳優（モンキーズ）（* 1945年）
- 2016年 - 葉治英哉、小説家（* 1928年）
- 2016年 - ギルバート・R・ヒル、警察官、俳優、デトロイト市議（* 1931年）
- 2016年 - 岩井宏實、民俗学者、元帝塚山大学学長、国立歴史民俗博物館名誉教授、大分県立歴史博物館顧問（* 1932年）
- 2016年 - 溝部脩、司教、元カトリック高松司教区長、元カトリック仙台司教区長（* 1935年）
- 2016年 - 上野尚一、実業家、朝日新聞社社主（* 1936年）
- 2016年 - 太田垣立郎、実業家、元岩田屋三越社長（* 1950年）
- 2016年 - ルイーズ・レニソン、児童文学作家、コメディアン（* 1951年）
- 2016年 - 吉川みき、シンガーソングライター（* 1964年）
- 2020年 - エヴァ・セーケイ（英語版）、競泳選手、1952年ヘルシンキ五輪金メダリスト（* 1927年）
- 2020年 - フィオナ・マッカーシー（英語版）、伝記作家、文化史家（* 1940年）
- 2020年 - ディーター・ラーザー、俳優（* 1942年）
- 2024年 - もろさわようこ、女性史研究家（* 1925年）
- 2024年 - アリ・ハッサン・ムウィニ、政治家、元タンザニア大統領、元ザンジバル革命政府大統領（* 1925年）
- 2024年 - パオロ・タヴィアーニ、映画監督、脚本家（* 1931年）
- 2024年 - ブッチャー・バション、元プロレスラー（* 1937年）
- 2024年 - ブライアン・マルルーニー、政治家、第24代カナダ首相（* 1939年）
- 2024年 - デヴィッド・ボードウェル、映画史家、映画理論家（* 1947年）

## 記念日・年中行事

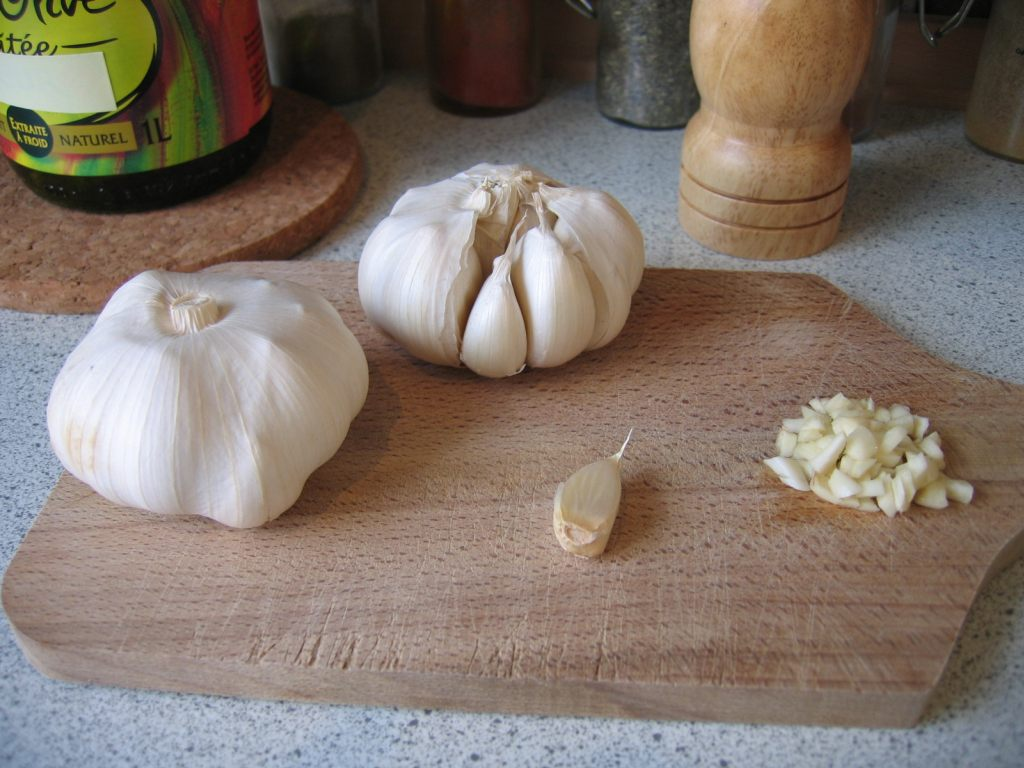
ニンニクの日

- 世界希少・難治性疾患の日

毎年2月の最終日に世界中で行われるイベント、2008年2月29日、スウェーデンで世界初のRDD（レアディジーズディ）が開催された。
閏日（2月29日）は"希少"であるため、この日を記念して開催されている。平年では2月28日に開催される。
- 閏日（ 世界）
伝統的に2月24日を閏日とする地域もある。
- ニンニクの日（ 日本）
「にん(2)に(2)く(9)」の語呂合せ。
- 富士急の日（ 日本）
富士急行が2003年1月1日に制定。日付は「ふ(2)じ(2)きゅう(9)」の語呂合せ[9]。
- 第1回キン肉マンの日（ 日本）

株式会社集英社が、金曜日あたる29日をキン肉マンの日と制定。金（きん）・29（にく）の語呂合わせ。第一回は2008年2月29日（金曜日）で、『キン肉マン』生誕29周年を記念した。以降、29日の金曜日を「キン肉マンの日」とした。